# Katrine Svane
Katrine Svane Jacobsen (født 17. marts 1998 i Assens) er en kvindelig dansk fodboldspiller, der er målvogter for AGF kvindehold i Gjensidige Kvindeligaen og på det danske landshold.

## Karriere

### Klubber
Svane har siden 2015 optrådt for de århusianske klubber IK Skovbakken, VSK Aarhus og siden sommeren 2020 for overbygningen i AGF. Hun er fast førstekeeper i målet for klubben.

### Landshold
Svane har spillet for flere af de danske ungdomslandshold, og hun blev udtaget til to venskabskampe på det danske A-landshold i april 2021 mod henholdsvis Irland og Wales. Hun kom dog ikke i aktion i de to kampe. Hun har senere været udtaget til adskillige landskampe, hvor hun dog har stået i skyggen Lene Christensen, men hun fik debut i en venskabskamp i Wien mod Østrig 12. juni 2022. Hun var også med ved EM-slutrunden 2022 uden at få spilletid.

## Meritter
- Elitedivisionen
  - Bronze: 2019